# Lasiocaryum ludlowii
Lasiocaryum ludlowii är en strävbladig växtart som beskrevs av Robert Reid Mill. Lasiocaryum ludlowii ingår i släktet Lasiocaryum och familjen strävbladiga växter. Inga underarter finns listade i Catalogue of Life.